# Stefanje Weinmayr

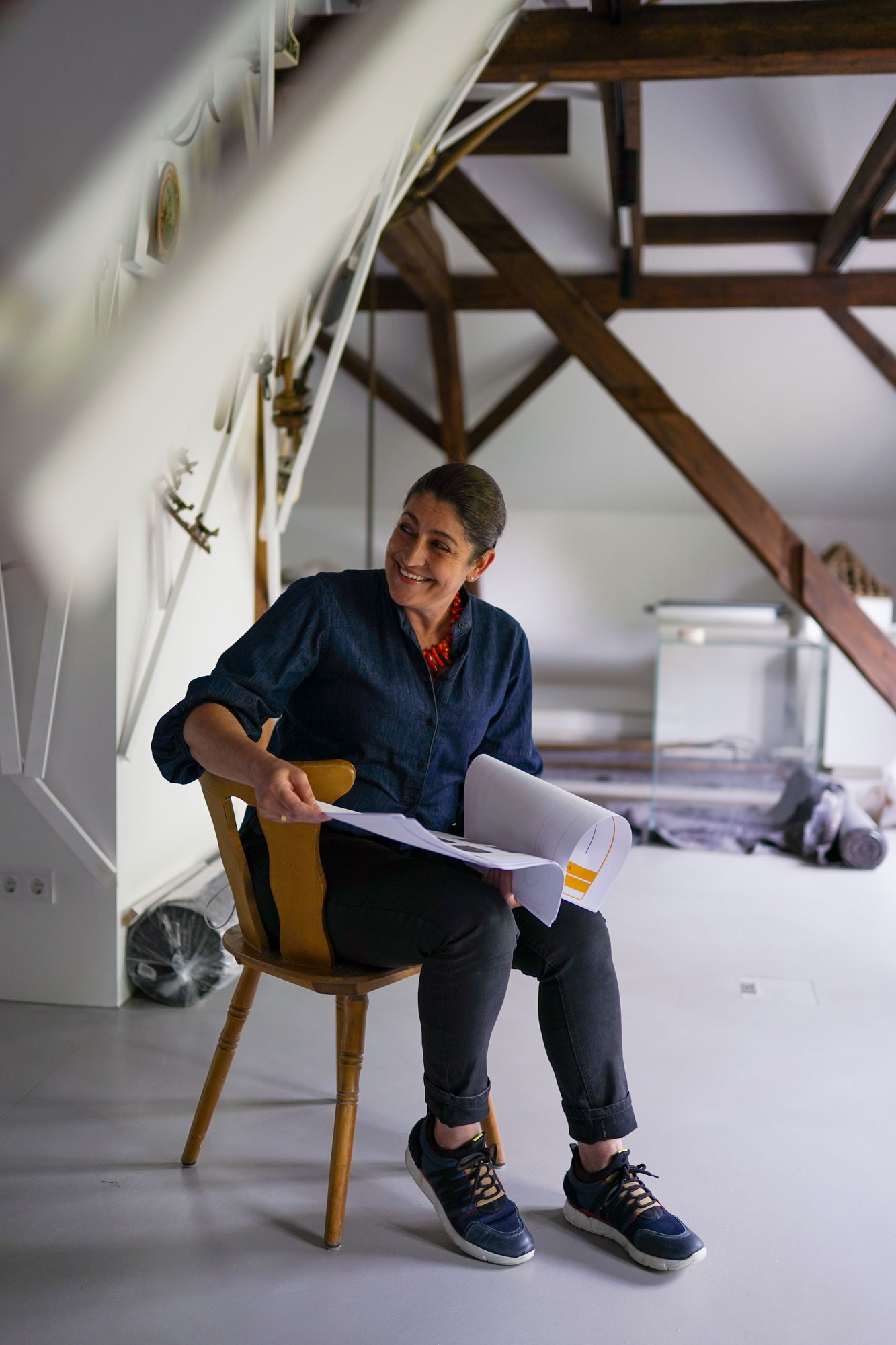
Stefanje Weinmayr 2021

Stefanje Weinmayr (* 17. Februar 1969 in Porto Alegre, Brasilien) ist eine deutsche Kunsthistorikerin und Kulturwissenschaftlerin. Sie ist Referentin an der Landesstelle für die nichtstaatlichen Museen in Bayern.

## Leben
Stefanje Weinmayr studierte Kunstgeschichte, Volkskunde und Germanistik an der Universität Regensburg, wo sie auch ihre Dissertation vorlegte. 1995 bis 1997 war sie wissenschaftliche Kuratorin der Fritz-und-Maria-Koenig-Stiftung und wechselte 1997 an das damals im Bau befindliche Skulpturenmuseum im Hofberg, heute Koenigmuseum, in Landshut, das sie bis zum Jahr 2020 leitete. In diese Zeit übernahm sie auch zusammen mit dem Bildhauer die Konzeption und Einrichtung des Zweigmuseums „Fritz Koenig. Kultbild. Aus Werk und Sammlung“ in der Zisterzienserinnenabtei Seligenthal 2013. 2020 wurde sie als leitende Kuratorin für den Aufbau des „Neuen Geschichtsboden. Raum für Heimat, Identität, Geschichte und Baukultur“ berufen.
Im Oktober 2022 wechselte sie als Referentin an die Landesstelle für die nichtstaatlichen Museen in Bayern.
Seit 1998 kuratiert sie auch international Ausstellungen und Kunstprojekte. So war sie 2018 gemeinsam mit Eike Schmidt und Alexander Rudigier verantwortlich für die Ausstellung „Fritz Koenig. La Retrospettiva“ in den Uffizien und den Boboligärten in Florenz. Daneben ist sie fortlaufend im Team verschiedener wissenschaftlicher Projekte tätig und wird regelmäßig in Jurys zur Kunst im öffentlichen Raum im In- und Ausland berufen.
In ihrer Tätigkeit als Referentin bei der Landesstelle (Bayerisches Landesamt für Denkmalpflege – Landesstelle für die nichtstaatlichen Museen in Bayern) betreut sie als Gebietsreferentin die kunst- und kulturgeschichtlichen Museen in Oberbayern Ost sowie die zeitgeschichtlichen Museen in Bayern und verantwortet fabulAPP.

## Ausstellungen und Projekte (Auswahl)
- Fritz Koenig.
- Fritz Koenig. Ganz nah, Entdeckungen in Niederbayern[6]
- Fritz Koenig. Leben, Werk, Wirkung, 2024[7]
- Rudolf Wachter. Wege der Holzskulptur, Ausstellung in der Bayerischen Akademie der Schönen Künste[8]
- Projekt ‚Bayern. Gebaute Moderne‘[9]
- Ausstellung Rudolf Wachter, Museum Lothar Fischer, Neumarkt[10]
- Ausstellung Rudolf Wachter. Ich arbeite mit Holz, Kunstmuseum Singen
- Ausstellung Paarungen‘, laprojects[11]
- Ausstellung Fritz Koenig 1924–2017. Die Retrospektive, Gallerie degli Uffizi, Gallerie delle Statue e delle Pitture, Florenz[12][13][14][15]
- Projekt Robert Schad. Tanz IV. Skulptur. Stahl. Stadt, Internationales Skulpturenprojekt, 2014
- Projekt Brigitte Schwacke, Ephemere Erscheinung, Installationen in Sakralräumen Landshuts, 2016
- Ausstellung Fritz Koenig, Skulptur und Zeichnung, 1942–1997, Skulpturenmuseum im Hofberg, Landshut 1998
- Ausstellung Mein Afrika, Die Sammlung Fritz Koenig. Ausstellungskatalog, Skulpturenmuseum im Hofberg, Landshut, 2000/2001
- Fritz Koenig, Arbeiten auf Papier, Skulpturenmuseum im Hofberg, 2002/2003
- Fritz Koenig. Meine Arche Noah, Skulpturenmuseum im Hofberg, Landshut 2005/2008
- Fritz Koenig. Aufstellung, Skulpturenmuseum im Hofberg, Landshut 2008

## Veröffentlichungen (Auswahl)
- Rudolf Wachter. Ich arbeite mit Holz. Das Holz arbeitet mit mir, München 2021[16][17]
- Fritz Koenig 1924–2017. Die Retrospektive, Gallerie degli Uffizi, Gallerie delle Statue e delle Pitture, Ausstellungskatalog mit Eike D. Schmidt und Alexander Rudigier, Firenze 2018 (italienische, englische und deutsche Ausgabe)[18]
- Brigitte Schwacke, Ephemere Erscheinung, Installationen in Sakralräumen Landshuts. Ausstellungskatalog, versch. Orte Stadt Landshut, 5. Mai bis 10. Juli 2016. Modo Verlag, Freiburg 2016[19][20]
- Robert Schad. Tanz IV. Skulptur. Stahl. Stadt. Ausstellungskatalog, Internationales Skulpturenprojekt, versch. Orte Stadt Landshut, 24. Mai bis 19. Juli 2014. Modo Verlag, Freiburg 2014[21][22]
- Fritz Koenig. Meine Arche Noah. Ausstellungskatalog, Skulpturenmuseum im Hofberg, Landshut, März 2005 bis Mai 2008. Hirmer Verlag, München, 2005[23][24]
- Fritz Koenig, Papierschnitte, Kartonreliefs. Ausstellungskatalog, Skulpturenmuseum im Hofberg, Landshut, 29. Juni 2002 bis Ende 2003, Landshut 2002
- Fritz Koenig, Zeichnungen. Ausstellungskatalog, Skulpturenmuseum im Hofberg, Landshut, 29. Juni 2002 bis Ende 2003, München 2002
- Mein Afrika, Die Sammlung Fritz Koenig. Ausstellungskatalog, Skulpturenmuseum im Hofberg, Landshut, 8. April 2000 bis Herbst 2001. Prestel-Verlag, München 2000
- Fritz Koenig, Skulptur und Zeichnung, 1942–1997, Skulpturenmuseum im Hofberg, Landshut 1998